# Zdravá Voda (Hvězdlice)
Zdravá Voda (deutsch Gesundbrunn, früher Brunn) ist eine Ansiedlung von Hvězdlice im Okres Vyškov, Tschechien. Sie liegt zweieinhalb Kilometer nordnordöstlich von Nové Hvězdlice und gehört zu deren Kataster.

## Geographie
Zdravá Voda befindet sich am nordwestlichen Fuße des Hradisko (518 m) in den Litenčické vrchy. Die größtenteils von Wäldern umgebene Ansiedlung liegt im Tal des Baches Hvězdlička. Nördlich erhebt sich der Klín (448 m) und im Nordosten die Lopata (429 m).
Nachbarorte sind Orlovice und Vanovsko im Norden, Zdravá Voda, Lhota, Boří za Zdravou Vodou, Švábsko und Skavsko im Nordosten, Kozojedsko und Nítkovice im Osten, Kunkovice und Nemochovice im Südosten, Chvalkovice und Komorov im Süden, Nové Hvězdlice und Staré Hvězdlice im Südwesten, Pavlovice im Westen sowie Manerov, Vážany und Žešov im Nordwesten.

## Geschichte
Die erste schriftliche Erwähnung von Zdravá Voda erfolgte im Jahre 1733, als Ambrosius Wilhelm von Buntsch an einer heilkräftigen Quelle ein Badehaus errichtete. Zudem befand sich seit dem 17. Jahrhundert an der Quelle im Tal der Hvězdlička die hölzerne Kapelle des hl. Florian. Diese wurde 1755 durch ein steinernes Bauwerk ersetzt. Die verfallene Kapelle wurde 1802 als Baumaterial für die neue Schule in Nové Hvězdlice abgebrochen. Seitdem befand sich in Zdravá Voda nur noch das dem Bademeister Habrd gehörige Badehaus.
Das Heilbad Zdravá Voda ging in den 1880er Jahren ein. Das Badehaus wurde umgebaut und in dem Tal entstand eine kleine Ansiedlung.

## Sehenswürdigkeiten
- Wallfahrtskapelle auf dem Hradisko